# Giải của Viện phim Úc cho kịch bản hay nhất
Giải của Viện phim Úc cho kịch bản hay nhất là một giải của Viện phim Úc dành cho kịch bản phim được bầu chọn là xuất sắc nhất.
Giải được thành lập từ năm 1976 dành cho thể loại kịch bản nói chung. Tới năm 1993, giải được chia thành 2 thể loại: Kịch bản gốc hay nhất và Kịch bản chuyển thể hay nhất. Năm 2007 giải được đặt tên lại là Giải của Viện phim Úc Macquarie Private Wealth cho kịch bản hay nhất (gốc hoặc chuyển thể) gộp cả hai thể loại, sau đó năm 2008 giải lại chia thành 2 thể loại - Giải của Viện phim Úc Macquarie cho kịch bản gốc hay nhất và Giải của Viện phim Úc Macquarie cho kịch bản chuyển thể hay nhất.

## Kịch bản hay nhất (gốc hoặc chuyển thể)
- 1976: Fred Schepisi (The Devil's Playground)
- 1977: David Williamson (Don's Party)
- 1980: Jonathon Hardy, David Stevens, Bruce Beresford (Breaker Morant)
- 1981: David Williamson (Gallipoli)
- 1982: Bob Ellis, Denny Lawrence (Goodbye Paradise)
- 1990: David Parker (The Big Steal)
- 1991: Jocelyn Moorhouse (Proof)
- 1992: Baz Luhrmann, Craig Pearce (Strictly Ballroom)

## Kịch bản hay nhất (gốc)
- 1978: Anne Brooksbank, Bob Ellis, Phillip Noyce (Newsfront)
- 1979: Esben Storm (In Search of Anna)
- 1983: John Dingwall (Buddies)
- 1984: Paul Cox, Bob Ellis (My First Wife)
- 1985: Glenda Hambly (Fran)
- 1986: David Parker (Malcolm)
- 1987: John Duigan (The Year My Voice Broke)
- 1988: Không trao giải.
- 1989: Gerard Lee, Jane Campion (Sweetie)
- 1993: Jane Campion (The Piano)
- 1994: Rolf de Heer (Bad Boy Bubby)
- 1995: Michael Rymer (Angel Baby)
- 1996: Jan Sardi (Shine)
- 1997: Santo Cilauro, Tom Gleisner, Jane Kennedy, Rob Sitch (The Castle)
- 1998: Craig Monahan, Gordon Davie (The Interview)
- 1999: Gregor Jordan (Two Hands)
- 2000: Stavros Kazantzidis, Allanah Zitserman (Russian Doll)
- 2001: Robert Connolly (The Bank)
- 2002: Roger Monk (Walking on Water)
- 2003: Alison Tilson (Japanese Story)
- 2004: Cate Shortland (Somersault)
- 2005: Sarah Watt (Look Both Ways)
- 2006: Rolf de Heer (Ten Canoes)
- 2007: Tony Ayres (The Home Song Stories)
- 2008: Elissa Down, Jimmy Jack (The Black Balloon)

## Kịch bản hay nhất (Chuyển thể)
- 1978: Eleanor Witcombe (The Getting of Wisdom)
- 1979: Eleanor Witcombe (My Brilliant Career)
- 1983: Michael Jenkins (Careful, He Might Hear You)
- 1984: John Patterson, Chris Borthwick (Annie's Coming Out)
- 1985: Peter Carey, Ray Lawrence (Bliss)
- 1986: Bruce Beresford, Rhoisin Beresford (The Fringe Dwellers)
- 1987: David Williamson (Travelling North)
- 1988: Không trao giải
- 1989: Robert Caswell, Fred Schepisi (Evil Angels)
- 1993: James Ricketson (Blackfellas)
- 1994: David Stevens (The Sum of Us)
- 1995: Richard Franklin, Peter Fitzpatrick (Hotel Sorrento)
- 1996: Louis Nowra (Cosi)
- 1997: Laura Jones (The Well)
- 1998: Stephen Sewell (The Boys)
- 1999: Andrew McGahan (Praise)
- 2000: Melina Marchetta (Looking For Alibrandi)
- 2001: Andrew Bovell (Lantana)
- 2002: Phillip Gwynne, Paul Goldman (Australian Rules)
- 2003: Tony McNamara (The Rage in Placid Lake)
- 2004: Không trao giải
- 2005: Robert Connolly, Elliot Perlman (Three Dollars)
- 2006: Luke Davies, Neil Armfield (Candy)
- 2007: xem Kịch bản hay nhất (gốc)
- 2008: Peter Duncan (Unfinished Sky)